# Берат
Вижте пояснителната страница за други значения на Берат.
Вижте пояснителната страница за други значения на Белград.
Бера́т (от старобългарското Бѣлградъ, на албански: Berat или Berati) е град в Южна Албания, административен център на област Берат и окръг Берат.
Има население около 45 500 души (2003).

## География
Градът е разположен на десния бряг на река Осум. В него живеят много християни. Берат е обявен за град-музей и е включен от 8 юли 2008 година в Списъка на световното културно и природно наследство на ЮНЕСКО.

## История
Античното име на град Берат, който съществува в 4 век пр.н.е., в началото на 3 век пр.н.е. името му е Антипатрея (на гръцки: Αντιπατρια), дадено му от македонския цар Касандър в чест на баща му Антипатър.
През 2 век пр.н.е. е завоюван от римляните. Наричан е от византийците Пулхериополис (гр. Πουλχεριοπολις).
Берат е бил неразделна част от Първото и Второто българско царство, както и от Охридската българска архиепископия. Берат се намира до планината Томор, където Пресиян, син на цар Иван Владислав, се съпротивлява срещу инвазията на византийците до 1019 г. Предполага се, че Величката епископия води названието си от името на град Величка – Велица, Белица, Белград – българските имена на днешния град-музей Берат. Известни са 20 имена на белградски митрополити в юрисдикцията на Охридската ахиепископия, най-известни от които са Игнатий (до 1693 г.; впоследствие Игнатий архиепископ Охридски) и Иоасаф I (1752 – 1760 и 1765 – 1801). При Иоасаф Белградската митрополия се връща в юрисдикцията на Константинополския патриархат.
Църкви и манастири съхраняват до наши дни следи от духовно общение. Тук прекрасни изображения пазят спомена за великото дело на Светите Седмочисленици, сели семето на Христовото учение сред народа чрез живо слово вред по българското землище. Тук са запазени гробът на Свети Йоан Владимир и мощи на българските просветители, учениците на Кирил и Методий – Свети Горазд и Свети Ангеларий.
При цар Иван Асен българският суверенитет е възстановен и градът отново е част от България. Впоследствие е под хегемонията на Норманско-Анжуйското Сицилианско кралство. През 1281 г., след битката при Берат, е завладян от Византия, след 1345 г. Берат за кратко е включен в т.нар. Душаново царство. През 1432 – 1444 г. е столица на княжеството Арианита, през 1444 – 1479 става столица на княжеството Музакия. Превзет от османците за пръв път в 1431 г., в 1450 г. е включен в състава на Османската империя, но през столетията централната османска власт в този планински район не успява винаги да се чувства напълно сигурна. През 1912 г. чуждото господство е прекратено, Албания получава независимост в резултат на Балканската война. В 1922 г. тук е обявена независимостта на албанската църква. През 1944 г. тук Енвер Ходжа провъзгласява временното правителство, с което започва комунистическата власт в Албания.
До XVII век градът запазва българското си име – Белград. Над днешния град се издигат останките на средновековна българска крепост.

## Побратимени градове
- Ловеч, България

## Галерия
- Църквата „Св. Троица“
- Изглед от града
- Градът с крепостта